# Auburn Township (Iowa)
Pour les articles homonymes, voir Auburn Township et Auburn.
Auburn Township est un township, du comté de Fayette en Iowa, aux États-Unis,. 